# خمیران زاهدان
خُمیران زاهدان در دوران قاجار اصلی‌ترین محله رشت بود. محله‌های حاجی‌آباد، بادی‌الله (بدیع‌الله)، ساغری سازان، دانشسرا، خواهر امام، سوخته تکیه، سومابیجار (صومعه بیجار)، زرجوب، یهودی تپه، جیرباغ، باغ شاه و نصیرآباد از بخش‌های این محله بود.
در دوره قاجار مقر کارگزاری گیلان (نمایندگی وزارت خارجه در گیلان) در همین محله و در جایی که قرق کارگزاری خوانده می‌شد واقع بود. بسیاری از اعیان و معاریف شهر در این محل ساکن بودند.

## مشاهیر خمیران زاهدان
خاندان زاهد خُمیرانی-امین دیوان لاهیجی - اکبر خان بیگلربیگی، صادق خان اکبر سردار معتمد، فتح‌الله خان اکبر سردار منصور و دیگر وابستگان خاندان اکبر - میرزا موسی نایب رشتی، میرزا زکی نایب، میرزا نصیر طایفه (حاجی حاکم) و سایر وابستگان خاندان سمیعی - ملا رفیع شریعتمدار و بستگانش - ملا محمد خمامی - محمدحسن معین التجار- ابوالحسن ملک التجار - قونسول روس در رشت و نیز خانه «جمهوری فرنگی» (؟). 
نام قدیمی محلات شهر رشت، غالباً در سفرنامه‌ها نیز آمده و اکنون جز دو سه مورد از آن‌ها بقیه به همان نامهای قدیمی خود مشهور و معروف هستند.

## اقدامات انجام شده شهرداری رشت جهت احیای بافت قدیمی محله خمیران زاهدان
در بهار سال ۱۳۹۵ شهرداری رشت پس از بازدید وزیر راه و شهرسازی وقت از این مکان با نصب بنرهایی با عنوان گام دوم (بازآفرینی محدوده خمیران زاهدان) در محوطه مسجد حاج سمیع نوید حرکتی بزرگ را برای مردم شهر رشت و ساکنین این مکان پیر به ارمغان آورد که جزئیات آن شامل احیای این محله با مرکزیت سه نقطه مهم ۱. گذر فرخ (جنب مسجد خمیران زاهدان) ۲. محوطه مسجد حاج سمیع و خواهر امام ۳. محور ساغریسازان است؛ که به ترتیب فرهنگی تفریحی - گردشگری تجاری - گردشگری مذهبی دسته‌بندی شد.